# Kalman Barsy
Kalman Barsy (Budapest, Hungría, 1942) es un escritor argentino y puertorriqueno de origen húngaro, autor de novelas, cuentos y ensayos. Tras una estancia en Austria su familia emigra en épocas de postguerra a la Argentina en 1949 donde Barsy pasa su infancia y juventud. A los 21 años se lanza a recorrer Sudamérica en auto-stop con un amigo. Desde Argentina hasta Amazonia este viaje aventurero en el contexto de los años sesenta es fuente de inspiración para su aclamada novela Amor Portátil (1989), finalista de los premios “Casa de las Américas” en 1989 y “Rómulo Gallegos” en 1991.se ere
Estudió en Estados Unidos en la Universidad de Columbia y en la Universidad de Nueva York donde completó sus estudios de doctorado con la tesis La estructura dialéctica de "El Otoño del patriarca" publicada posteriormente en 1988. 
En 1974 se establece en Puerto Rico, donde a los 40 años inicia su carrera literaria con el libro de cuentos Del Nacimiento de la Isla de Borikén y otros Marvillosos Sucesos (1982) el cual recibe el premio “Casa de las Américas”. De esta serie de relatos, “La Leyenda del Cemí” ha sido llevada al teatro por Rosa Luisa Márquez. 
En Puerto Rico participó activamente de la vida cultural puertorriqueña a lo largo de tres décadas y se desempeñó como profesor de lengua y literatura en la Universidad de Puerto Rico. Desde 2011 hasta el presente vive en la ciudad catalana de Badalona, España. Actualmente se encuentra terminando su primera novela en inglés, Kaleidoscope.   
Sus obras han sido asociadas a la corriente literaria de los 'bio-fictions' y también han sido utilizadas para el estudio de las transformaciones y conflictos de la masculinidad contemporánea.Y hacia ballet, en la academia de Jóvenes.  

## Obras
Novela
- Los veinticuatro días (2009) Pre-Textos (Ganador del XII Premio de Novela Corta José María de Pereda en 2008)
- La vagina de platón (2008) Editorial de la Universidad de Puerto Rico
- Leyendas insólitas: el sacristan y su verdugo/ una visita de ultratumba (2006) Alfaguara
- La cabeza de mi padre: novela corta en trece módulos (2002) Pre-Textos (Traducida al húngaro en 2000 como: Az apam arcvonasai por: György Ferdinandi en la editorial Orpheusz de Budapest)
- Naufragio (1999) E.D.H.A.S.A. 1998; Plaza Mayor 1999 (II Premio del Instituto de Literatura Puertorriqueña en 1999)
- Verano (1993) Norma 1993; Grijalbo-Mondadori 1995 (Premio del Instituto de Literatura Puertorriqueña en 1994)
- Amor portátil (1989) Alfaguara 1989; Sudamericana 1991; Diana 1991; Grijalbo-Mondadori 1996 (Finalista Premio Casa de las Américas en 1989) (Finalista Premio Rómulo Gallegos en 1991)

Infantil y juvenil
- Secretos de familia (2010) S.M.
- El cocodrilo llorón (2002) Santillana
- Los tres náufragos (2002) Santillana
- La sirenita sin voz (2000) Anaya
- La lámpara de vitrales (1996) Santillana
- Del nacimiento de la isla de Borikén y otros maravillosos sucesos (1982) Ediciones Huracán 1982; Ediciones Casa de las Américas 1986 (Premio Casa de las Américas en 1982)

Cuentos
- Melancólico helado de vainilla (1987) Editorial Antillana

En antologías
- "El jardín" (cuento) en: Literatura puertorriqueña del siglo XX: antología (Mercedes López-Baralt, ed.) Editorial de la Universidad de Puerto Rico, Río Piedras, 2004. También en: Revista Lateral, Barcelona julio-agosto, 1989.
- El tramo ancla: ensayos puertorriqueños de hoy (Ana Lydia Vega, ed.) Editorial de la Universidad de Puerto Rico, Río Piedras, 1988

Ensayo
- La estructura dialéctica de El otoño del patriarca (1988) Editorial de la Universidad de Puerto Rico